# لوبیا (فیلم)
لوبیا (انگلیسی: Beans) یک فیلم در ژانر جنایی است که در سال ۲۰۰۰ منتشر شد. از بازیگران آن می‌توان به هالوک بیلگینر اشاره کرد.